# Apollon Halandriou F.C.

Logo của đội bóng

Apollon Halandriou là một câu lạc bộ bóng đá được thành lập và có trụ sở tại K. Halandri, Athens vào năm 1966. Đội đầu tiên hiện đang thi đấu tại giải hạng Nhì của giải bóng đá nghiệp dư Athens, EPSA.

## Sân vận động
Sân của Apollon được làm bằng cỏ nhân tạo, có kích thước 96m x 59m. Sân của họ được trang bị đèn sân vận động và 300 chỗ ngồi cho một trận đấu thông thường.